# Otterberg
Otterberg est une ville et chef-lieu de la Verbandsgemeinde Otterberg, dans l'arrondissement de Kaiserslautern, en Rhénanie-Palatinat, dans l'ouest de l'Allemagne.

## Politique
| Partis et communautés d'électeurs | % 2009 | % 2004 | % 1999 | % 1994 |
| --------------------------------- | ------ | ------ | ------ | ------ |
| CDU                               | 36,8   | 46,0   | 40,8   | 32,0   |
| SPD                               | 48,4   | 41,0   | 48,7   | 52,7   |
| FDP                               | 5,2    | 3,3    | 3,5    | 4,4    |
| FWG                               | 9,6    | 9,7    | 7,0    | 10,8   |
| Total                             | 100,0  | 100,0  | 100,0  | 99,9   |
| Taux de participation             | 64,2   | 64,6   | 66,4   | 78,7   |

## Personnalités d'Otterbeg
- Guillaume de Félice (1803-1871), théologie et abolitionniste
- Johann Heinrich Roos (1631-1685), peintre
- Isidor Straus (1845-1912), homme politique et homme d'affaires américain
- Nathan Straus (1848-1931), marchand et philanthrope américain
- Oscar Straus (1850-1926), homme politique américain

## Références

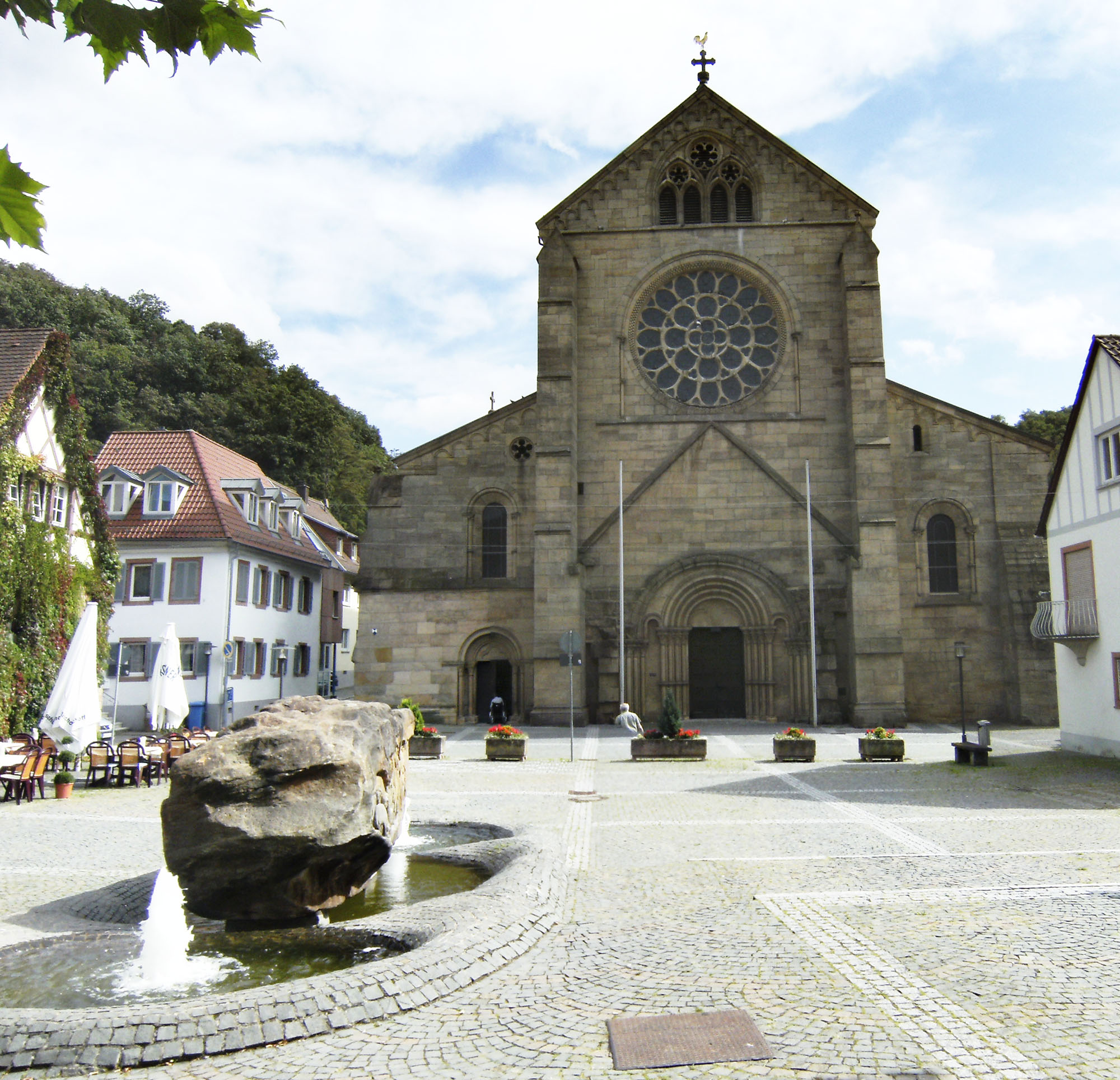
Abbaye d'Otterberg.
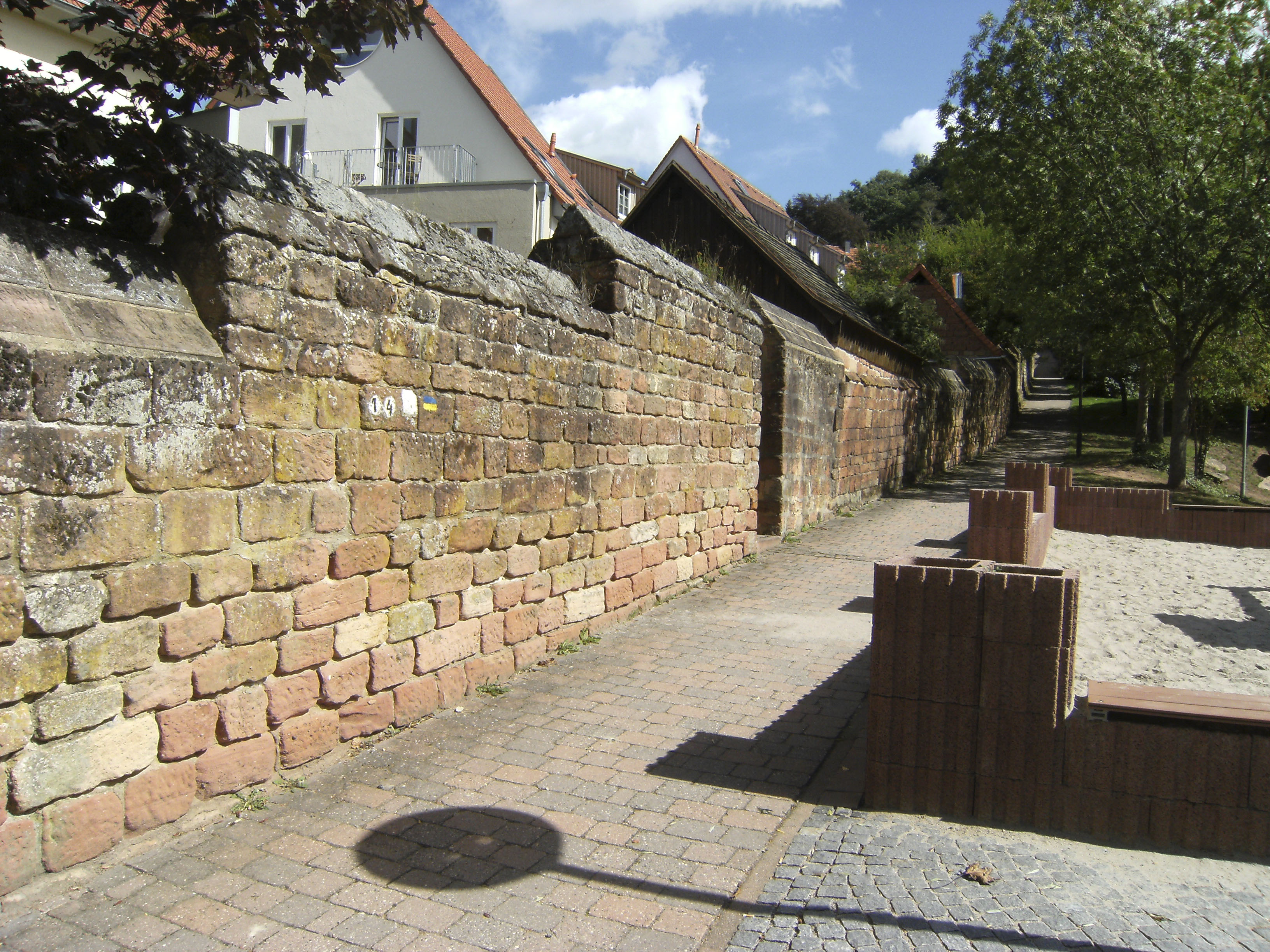
Rempart de la ville (Stadtmauer).
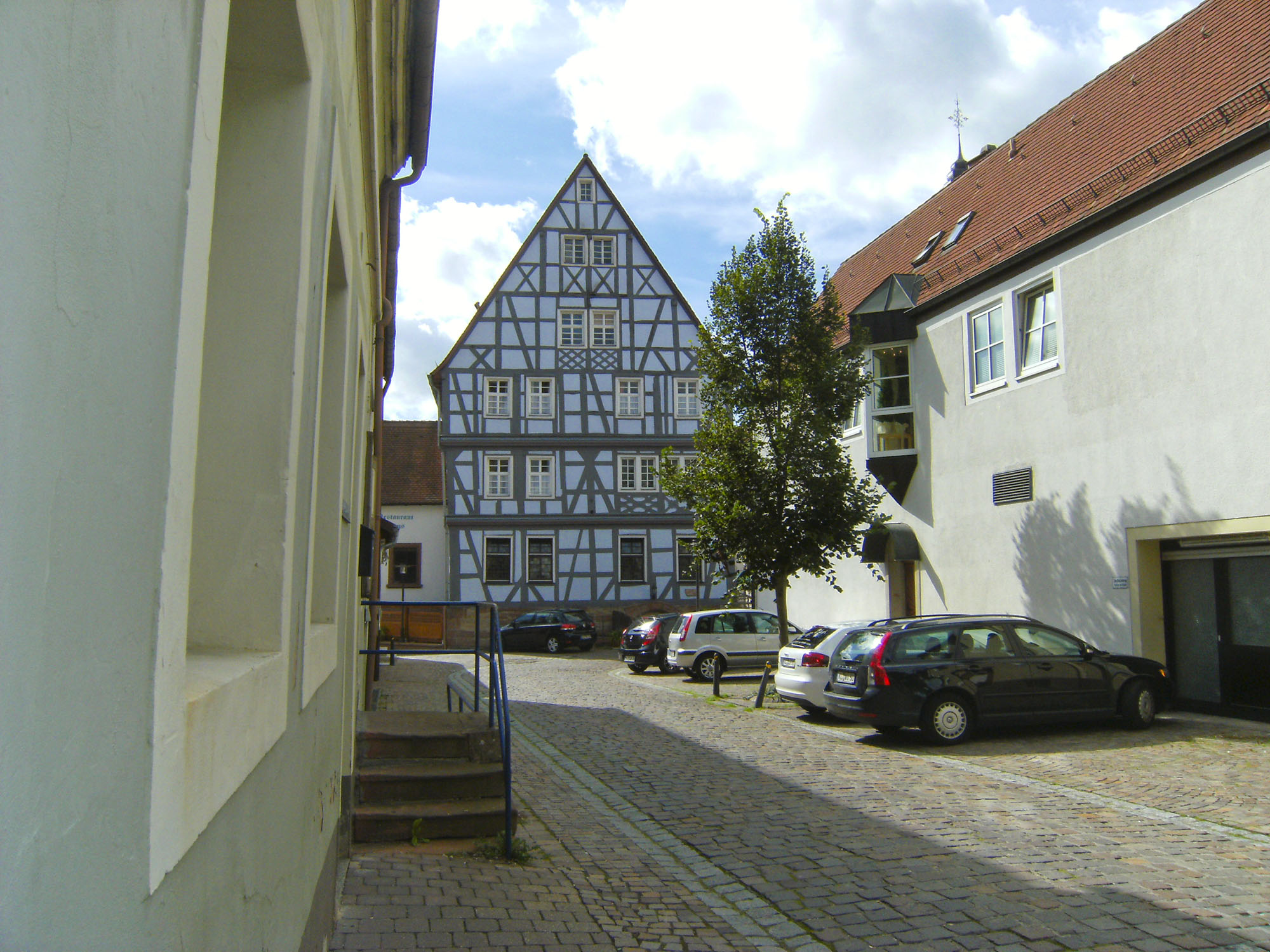
Maison bleu (Blaues Haus).
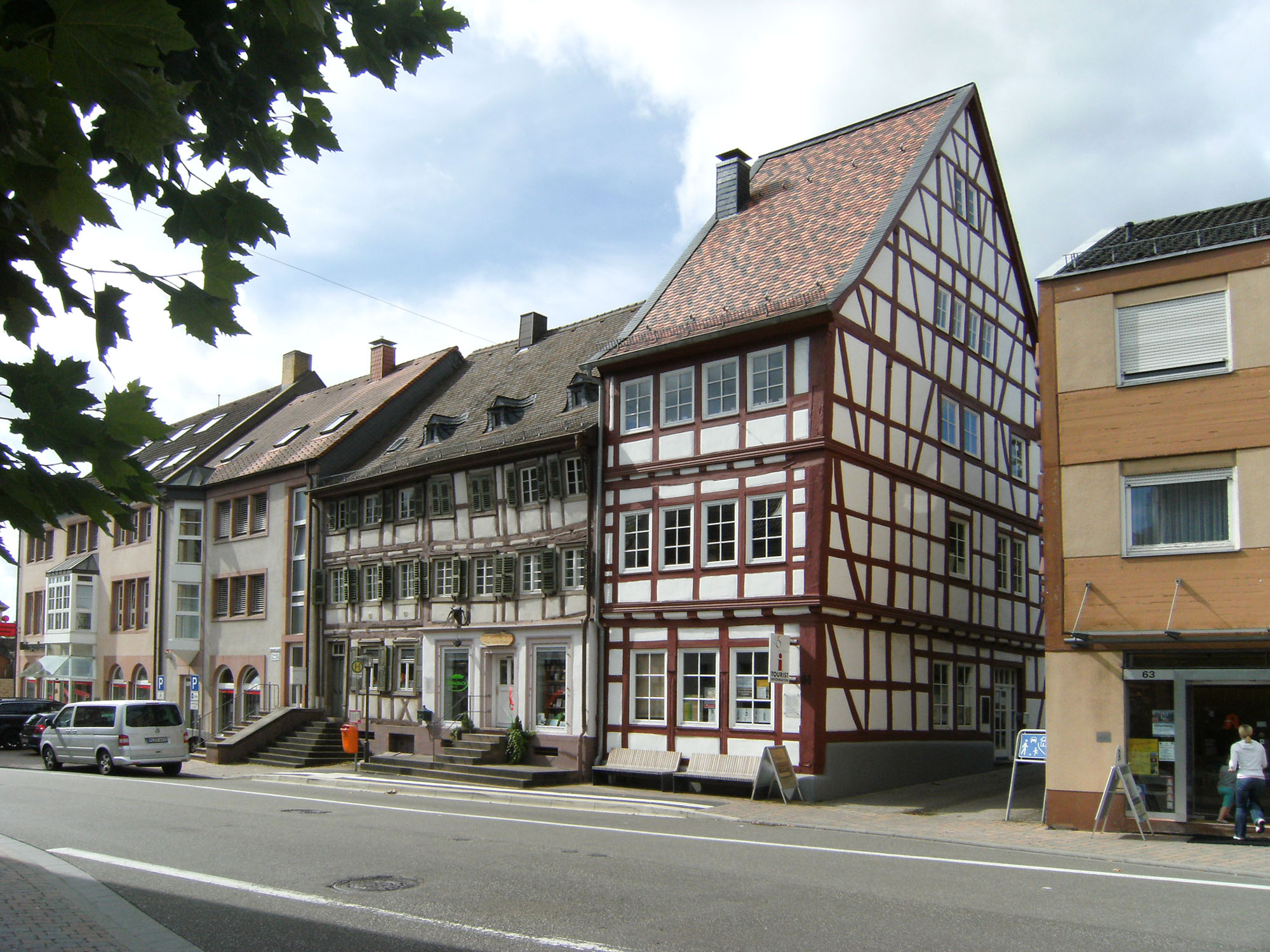
Vieille pharmacie.
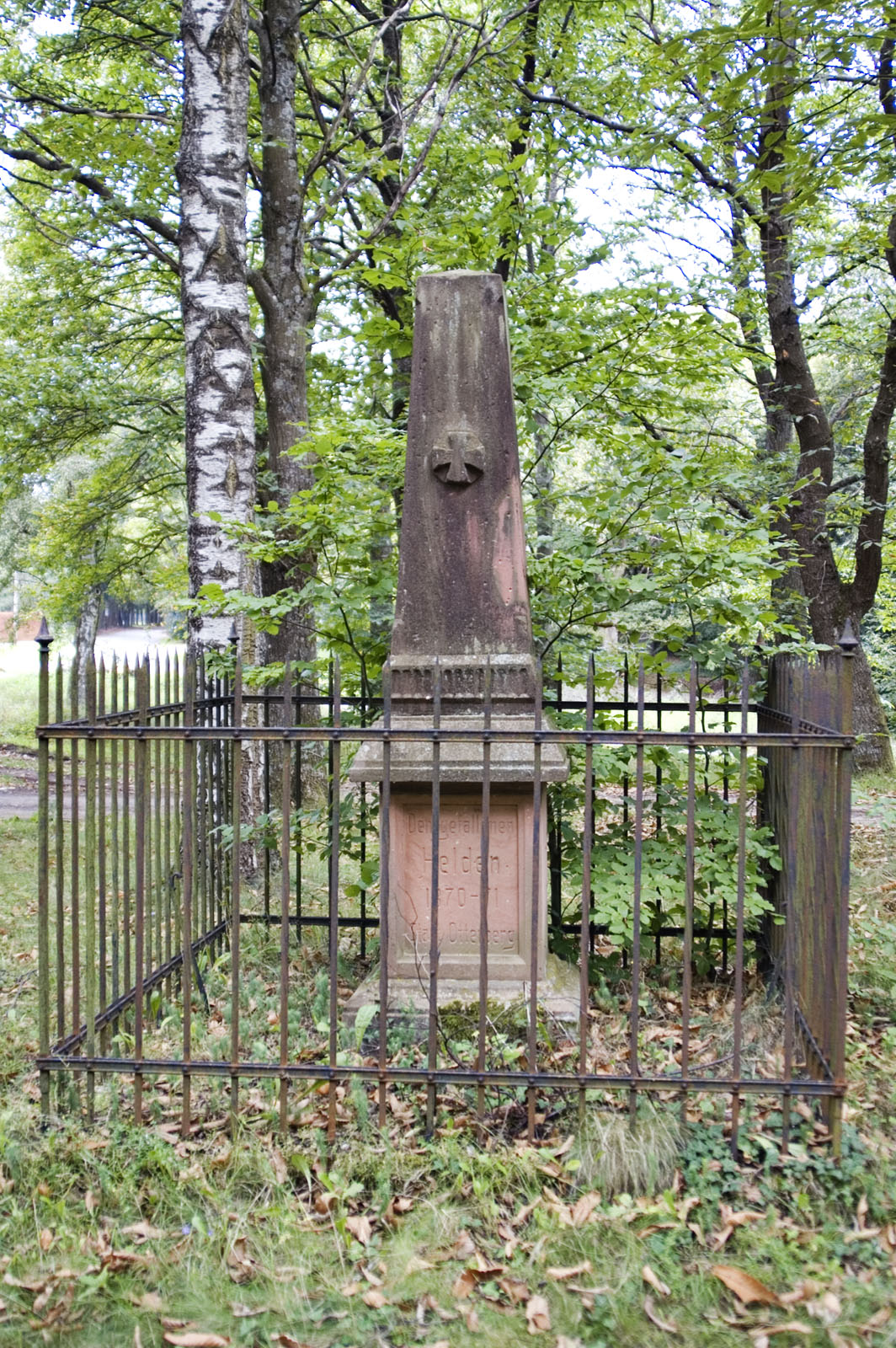
Mémorial de la guerre de 1870-71.
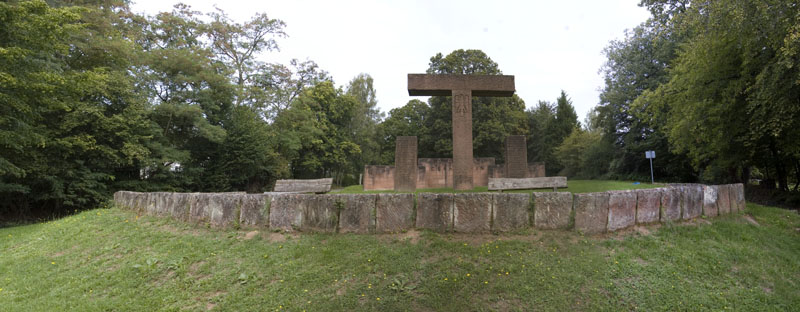
Mémorial de la Seconde Guerre mondiale.
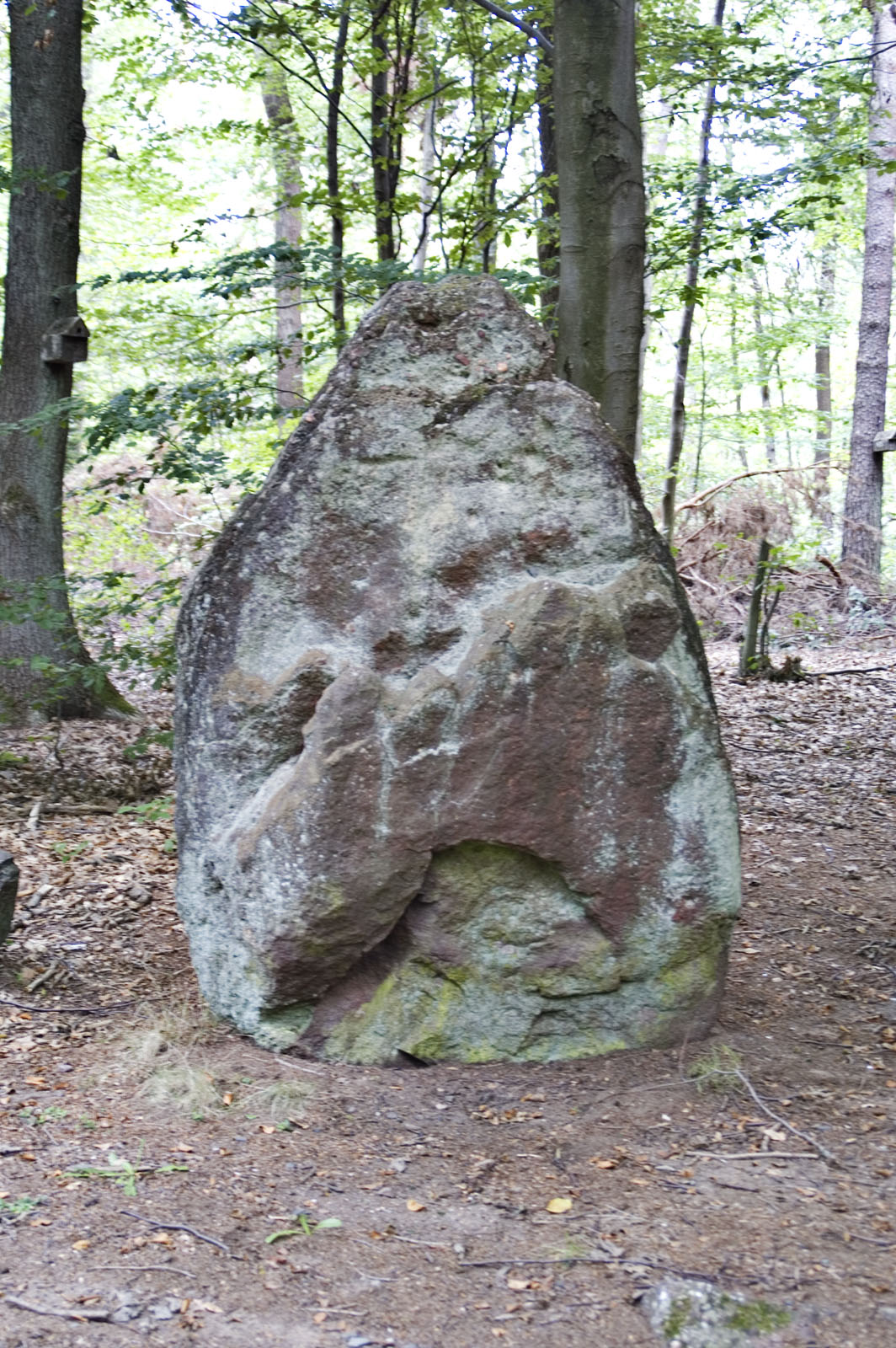
Hühnenstein.
Localisation d'Otterberg dans la Verbandsgemeinde et dans l'arrondissement.